# فيروز خان نون
مالك سير فيروز خان نون كان سياسيا ً من باكستان،احتل مناصب عدة في الحكومة قبل وبعد الاستقلال. وكان شخصية بارزm في حركة باكستان.

## بداية حياته
تلقى تعليمه في جامعة اكسفورد ،كان من ظمن الوفد الهندي لمؤتمر سان فرانسيسكو الذي نتج عنه تأسيس الأمم المتحدة .
أرسله القائد الأعظم محمد علي جناح كمندوب خاص لبعض الدول الإسلامية . هذا الوفد المكون من رجل واحد هو أول وفد ترسله حكومة باكستان .

## رئيساً للوزراء
في عام 1957 تم انتخابه كسابع رئيس لوزراء باكستان ، شغل منصبه حتى 7 أكتوبر 1958 ،حينما فرض الحكم العسكري لأول مرة في تاريخ باكستان من قبل اسكندر ميرزا

## روابط خارجية
- فيروز خان نون على موقع مونزينجر (الألمانية)